# Viri-Galilaei-Kirche

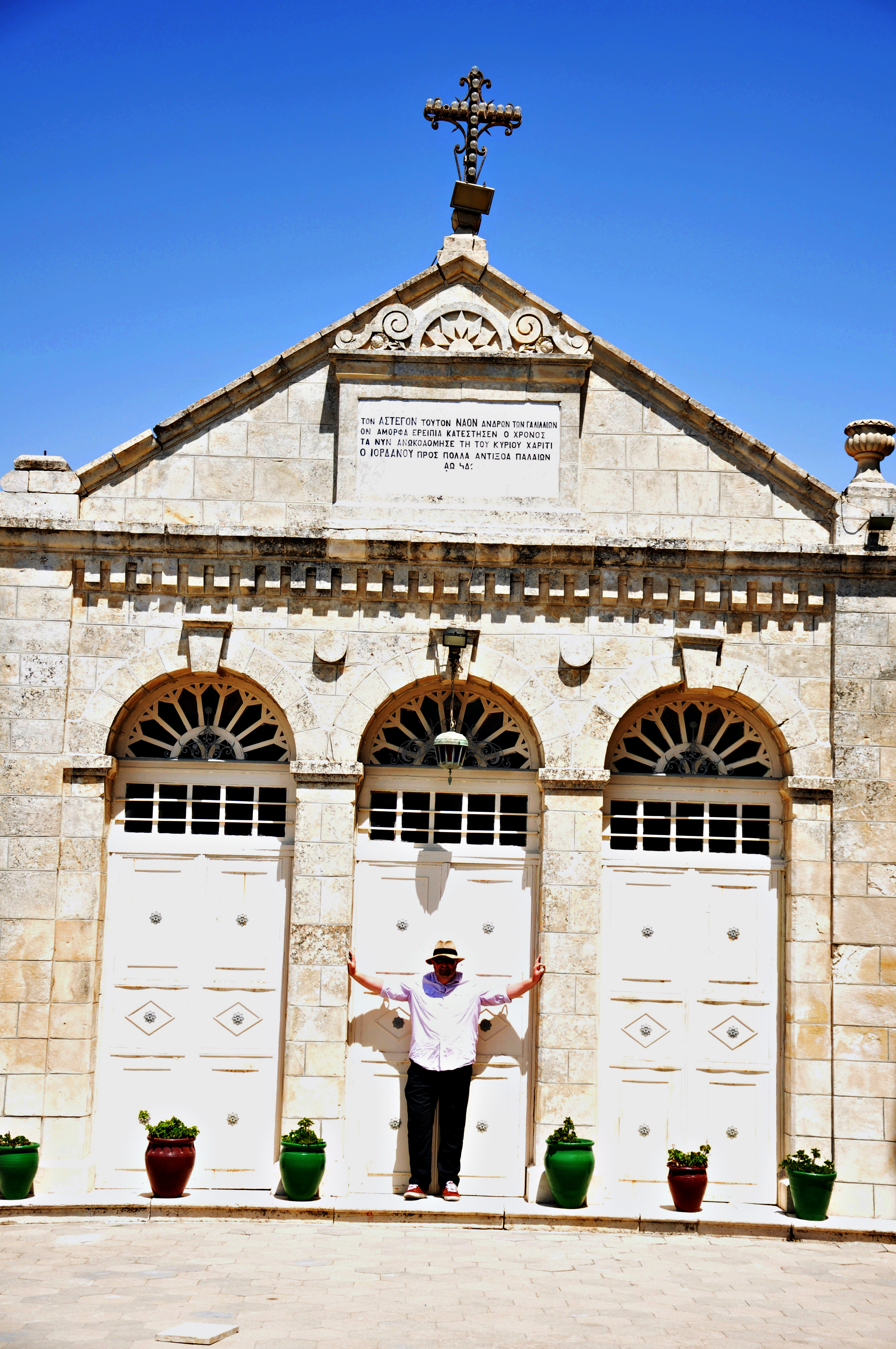
Viri-Galilaei-Kirche (2012)

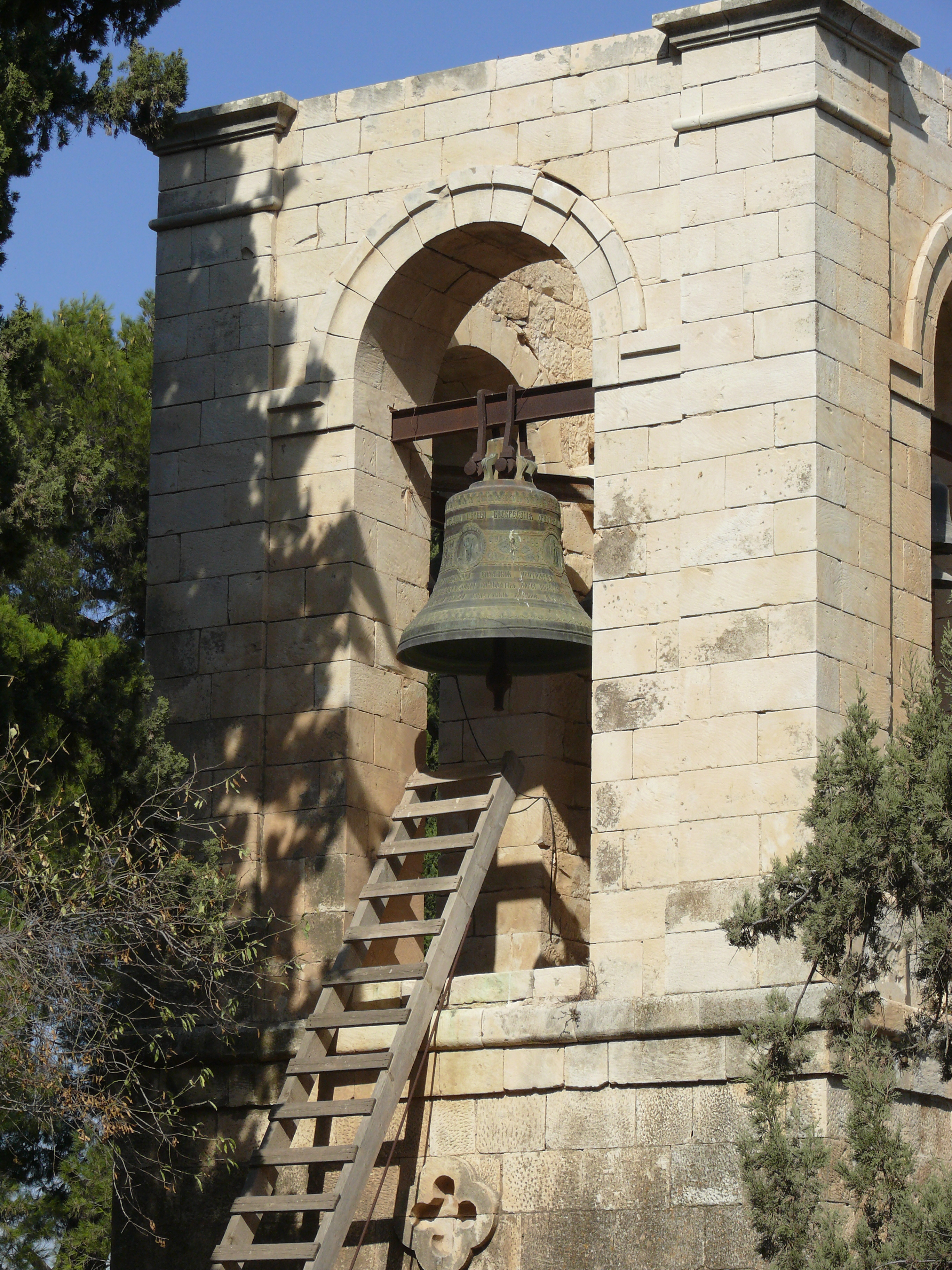
Glockenturm der Viri-Galilaei-Kirche (2009)

Die Viri-Galilaei-Kirche ist ein Kirchengebäude in Jerusalem am Nordhang des Ölbergs und Sitz des griechisch-orthodoxen Patriarchen von Jerusalem. Hier trafen sich 1964 Papst Paul VI. und Patriarch Athinagoras von Konstantinopel.

## Name
Der Name der Kirche ist abgeleitet aus der lateinischen Übersetzung der Bibelstelle Apg 1,11 . Im griechischen Original heißt es dort: ἄνδρες Γαλιλαῖοι, in der lateinischen Übersetzung demzufolge: Viri Galilaei.
Mit diesem biblischen Bezug soll der Ort als derjenige gekennzeichnet werden, an dem die Himmelfahrt Jesu stattgefunden haben soll.

## Kirchengebäude
Die Kirche steht auf der 810 m hohen nördlichen Kuppe des Ölberges, südwestlich des Auguste-Victoria-Krankenhauses.
Rechts und links des Eingangstores ist auf zwei Pfeilern, welche die beiden Engel aus Apg 1,11  symbolisieren, die griechische Inschrift zu lesen: ΟΙ ΕΝΔΕΚΑ ΜΑΘΗΤΑΙ ΕΠΟΡΕΥΘΗΣΑΝ ΕΙΣ ΤΗΝ ΓΑΛΙΛΑΙΑΝ (Mt 28,16 : „Die elf Jünger gingen hinaus nach Galiläa“).

## Geschichte
Eine Tradition, wonach die nördliche Kuppe des Ölberges der Ort der Himmelfahrt Jesu Christi gewesen sei, findet sich erst seit dem 17. Jahrhundert. Noch im 16. Jahrhundert berichtet Bonifatius de Stephanis (1551–1564), Guardian der Franziskaner im St.-Stephanus-Kloster:

„... ein Ort, der Viri Galilaei genannt wird, weil in dessen Hospiz die Galiläer aufgenommen wurden; nicht wie einige unaufhörlich beteuern, dies sei der Ort, von dem Jesus vorausgesagt habe, er werde ihnen (den Jüngern) dorthin vorausgehen (Mk 14,28 ), denn dieser Ort ist in der Provinz Galiläa ... Hier ist weder eine Kirche, noch eine Gebetsstätte, sondern ... ein Hospiz der Galiläer.“

Einen Ort der Verehrung stellte dieser geographische Punkt jedoch wohl schon in byzantinischer und frühislamischer Zeit dar. So erwähnt ein georgisches Lektionar, das zwischen 450 und 800 entstand, für die Jerusalemer Gemeinde an dieser Stelle ein Gedächtnis der Patriarchen Lot und Abraham. Christian von Stablo bemerkte in seinem Matthäus-Kommentar, er habe in irgendeinem Buch gelesen, jener Teil von Jerusalem hieße Galiläa, welchen die Galiläer erbaut hätten. 
Auch Anastas Vardapet zählt im 10. oder 11. Jahrhundert unter insgesamt 70 armenischen Klöstern in Jerusalem vier auf, welche im Gebiet des Berges Galiläa gelegen hätten.
Das Gelände des griechischen Patriarchates wird auf Arabisch ebenfalls als kalilaja bezeichnet.